# Fàbrica Jover, Serra i Cia.
La Fàbrica Jover, Serra i Cia. és un edifici de Canet de Mar (Maresme) protegit com a bé cultural d'interès local.

## Descripció
L'edifici projectat per Domènech i Montaner segueix la mateixa estructura que Josep Puig i Cadafalch va fer servir per a la veïna fàbrica Carbonell. El projecte constava de dos naus allargades disposades simètricament amb un edifici entremig que proporcionava l'energia motriu a tots dos edificis. Finalment però, només es va poder construir una nau de 75 metres de llargada per 15 d'amplada, amb un total de 1000 metres quadrats. Un espai diàfan amb una alçada superior als 7 metres. L'estructura és de bigues de ferro disposades perpendicularment a la llargada de la nau formant revoltons amb una coberta a doble vessant. La coberta se sustenta per pilars de fosa situats al centre de la nau.
S'accedeix a la nau mitjançant quatre portes, una a cada façana.
Es tracta d'una construcció molt sòbria. El lateral de la nau presenta una senzilla motllura decorativa que emmarca les finestres. Els extrems de la nau hi ha a banda i banda de la porta dos grans medallons circulars decorats amb la imatge d'una barca de vela llatina feta de mosaic. El coronament de l'edifici està resseguit per un fris dentat. A les puntes de la nau hi havia dues estances tancades. En una hi havia el magatzem i en l'altra les oficines.

## Història

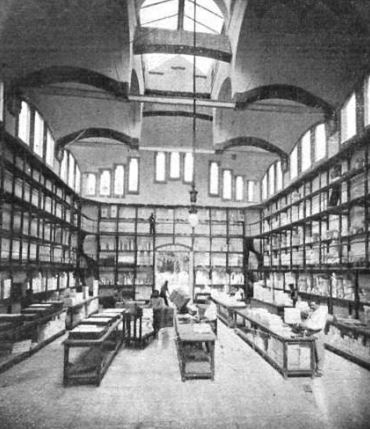
Interior el 1910

La fàbrica Jover, Serra i Cia de gèneres de punt es va fundar l'any 1894. Per aquesta empresa es van associar Isidre Jover Lavera i Francesc Xavier Serra Font i van començar el negoci en una casa del carrer Sant Benet. Cinc anys més tard, donat que les vendes anaven bé, van decidir construir una fàbrica als afores del poble. Van encomanar el projecte a l'arquitecte Lluís Domènech i Montaner que treballà conjuntament amb el seu fill Pere Domènech i Roura.
L'obra va començar el maig de 1900 i al setembre es va inaugurar. Malgrat la rapidesa en què es van fer les obres, no es va ocupar la nova fàbrica fins al 1903. El 1909 es va ampliar la fàbrica. De tota manera, però, no es va construir la nau bessona que s'havia projectat inicialment. Es van bastir dos edificis independents, un magatzem i despatx i l'altre per acollir les maquinàries.
Es tracta de l'únic edifici de caràcter industrial dissenyat per Lluís Domènech i Montaner.